# Barèges

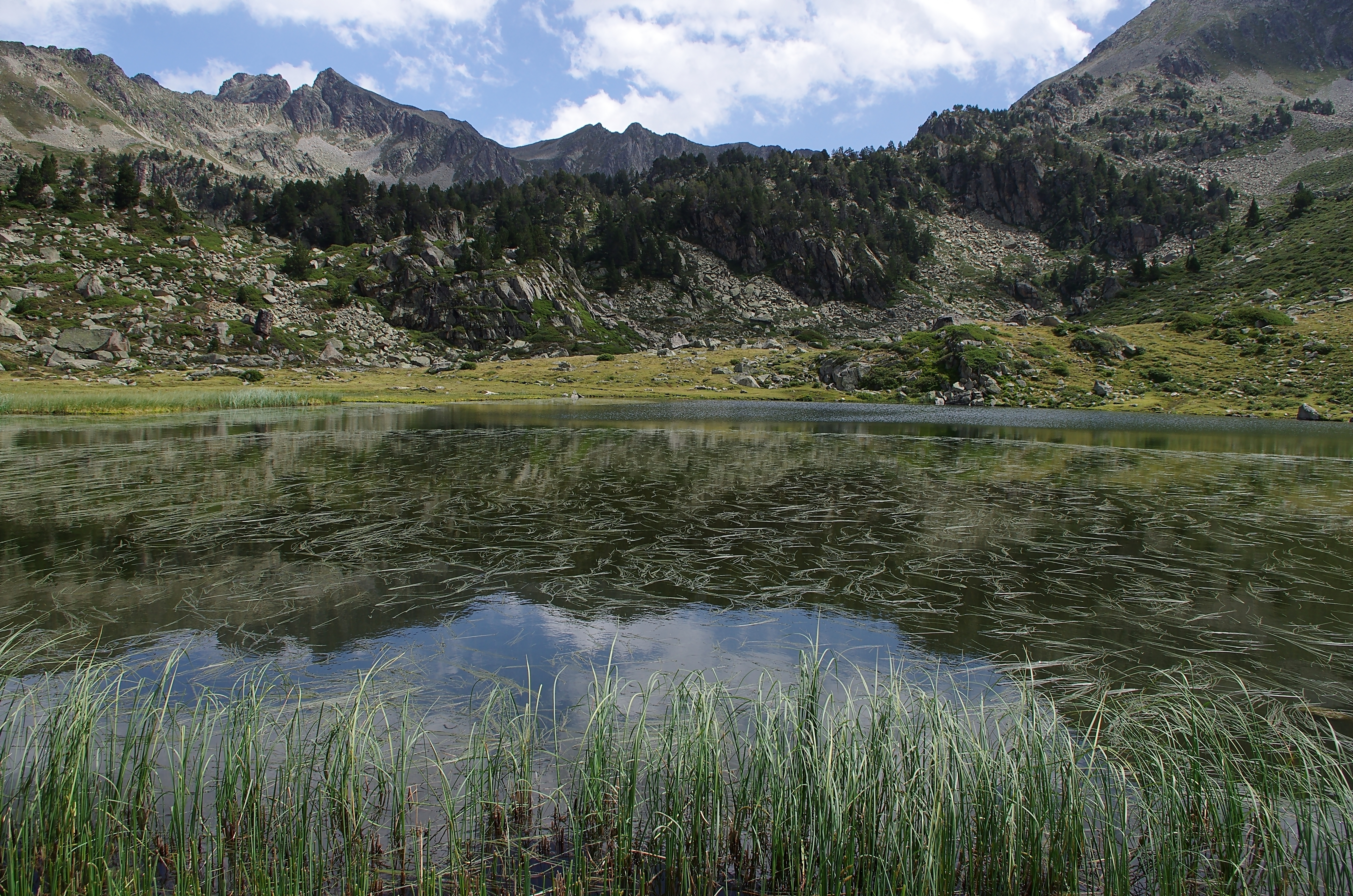
Lago de Coueyla-Gran

Barèges es una comuna francesa situada en el departamento de Altos Pirineos, en la región de Occitania.
Situada en el corazón del Parque Nacional de los Pirineos, es conocida por su balneario termal y por la estación de esquí de Tourmalet.

## Demografía
| 286 | 332 | 279 | 282 | 257 | 258 | 238 | 157 |
| Para los censos de 1962 a 1999 la población legal corresponde a la población sin duplicidades (Fuente: INSEE [Consultar]) |     |     |     |     |     |     |     |

## Personas relacionadas
- El 14 de julio de 1843, murió en la localidad Miguel Ricardo de Álava, conocido como el General Álava.